# Dromore (Down)
Dromore (en gaèlic irlandès Droim Mór que vol dir "cresta gran") és una vila d'Irlanda del Nord, al comtat de Down, a la província de l'Ulster. Es troba a 31 kilòmetres al sud-oest de Belfast.

## Demografia
Dromore és classificada com a petita ciutat per la NI Statistics and Research Agency (NISRA) (amb una població entre 4.500 i 10.000 habitants). Segons el cens de 2001 tenia 4.968 habitants dels quals:
- 23,9% tenien menys de 16 anys i el 17,5% en tenien més de 60
- 48,2% són homes i el 51,8% són dones
- 13,0% són catòlics irlandesos i el 83,4% són protestants
- 2,5% de la població entre 16–74 anys estava a l'atur.

## Townlands
Dromore va sorgir del townland del mateix nom. La següent és una llista dels townlands que ara formen part de la seva àrea urbana, amb llurs etimologies:
- Balleny, històricament Ballyeany (de Baile Uí Éinigh, que vol dir "llogaret d'O'Heaney")
- Ballymacormick (de Baile Mhic Cormaic que vol dir "llogaret de MacCormick")
- Ballymaganlis, historically Ballymagarly (de Baile Mhig Amhalaidh que vol dir "llogaret de MacAwley")
- Ballyvicknacally (de Baile Mhic na Caillí, que vol dir "llogaret del fill de la bruixa")
- Drumbroneth, històricament Drumbrony, Drumfrony (de Druim Bróncha/Bhrónaí que vol dir "cresta de Brónach")
- Lurganbane (de Lorgain Bhán que vol dir "llarga cresta blanca")

## Història
La ciutat comptava amb un castell de mota i pati normand ben conservat fet construir per John de Courcy a començaments del segle xiii, poc després de la invasió normanda d'Irlanda. Coneguda localment com a 'the Mound', la fortificació ocupava un lloc prominent a l'est de la ciutat amb vistes a la vall del riu Lagan. Dromore va romandre sota control anglonormand fins que fou capturada i destruïda per Edward Bruce durant les Guerres Bruce d'Irlanda el 1315.

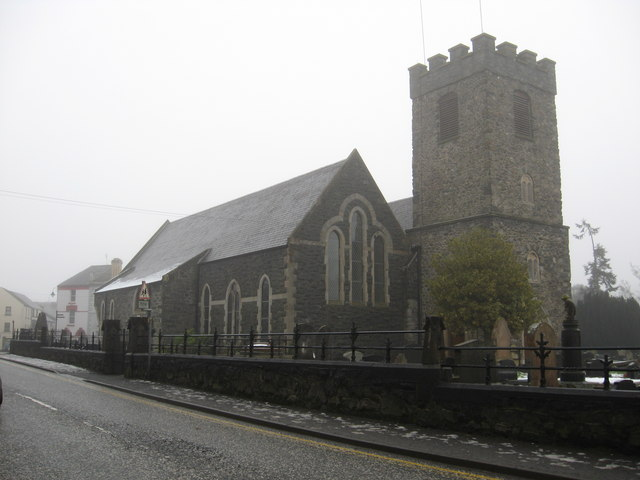
Catedral de Crist el Redentor de Dromore

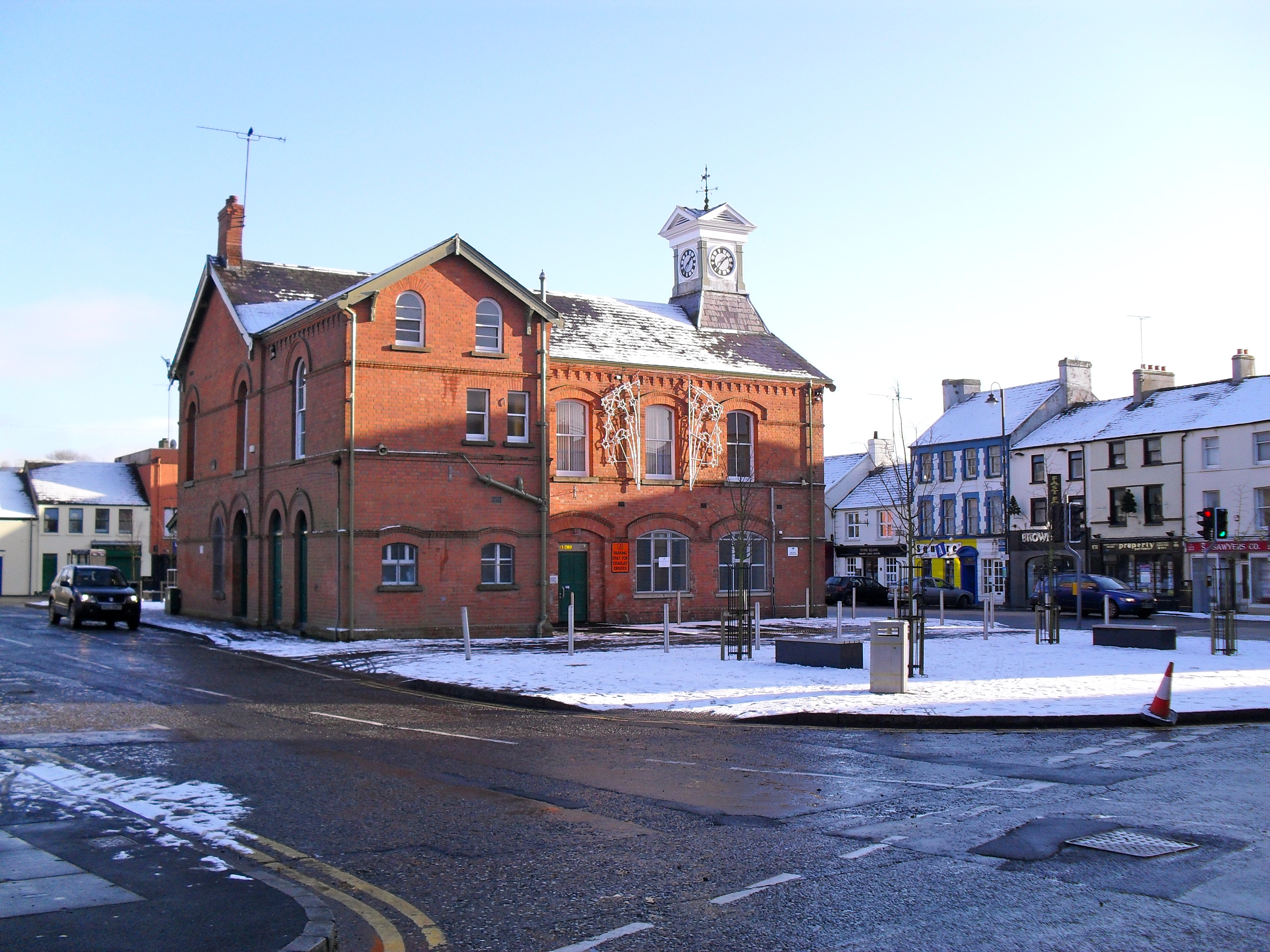
Market Square al Town Hall (centre)

Fou seu de la diòcesi catòlica de Dromore, que va sorgir com una abadia de l'orde de canonges regulars atribuït a Sant Colman en el segle vi. En 1842 es va unir a la diòcesi de Down i Connor, que fou dividida en 1945 entre les diòciesis de Connor i la de Down i Dromore.
La vila i la catedral foren totalment destruïdes durant la rebel·lió irlandesa de 1641 i l'església actual fou construïda pel bisbe Jeremy Taylor en 1661, on hi fou enterrat. També hi fou enterrat el bisbe Thomas Percy.
Els jacobites comandats Richard Hamilton, i els Guillemites lluitaren aquí el 14 de març de 1689, vora un kilòmetre fora de la ciutat a Milebush Road i conegut com a caiguda de Dromore. Els Jacobites guanyaren als Guillemites, que fugiren en desordre, però amb poques baixes. Després d'aquesta acció els Jacobites no hi trobaren cap resistència en l'avenç i ocuparen Belfast.
Dromore va tenir la seva pròpia estació de ferrocarril de 1863 a 1956. Aquesta línia era un ramal que unia la línia d'Ulster Railway a l'estació de Knockmore, donant a Dromore enllaç directe a Lisburn i amb Belfast-Great Victoria Street. En 1876 Ulster Railway formà part de la nova Great Northern Railway, que es va fer càrrec de BLB en 1877. En 1953 la línia fou nacionalitzada i l'estació fou clausurada el 29 d'abril de 1956.